# Rage (альбом Attila)
Rage — третий альбом американской металкор-группы Attila. Альбом был выпущен 11 мая 2010 года на лейбле Artery Recordings. Это первый релиз группы, выпущенный на этом лейбле. Альбом занял 15 позицию в чарте Billboard 200 US Heatseekers.
Альбом был спродюсирован Стэфаном Хоуксом, который ранее работал с такими группами, как Burning the Masses и American Me.

## Список композиций
| №                   | Название            | Длительность |
| ------------------- | ------------------- | ------------ |
| 1.                  | «The End»           | 0:25         |
| 2.                  | «Make It Sick»      | 2:51         |
| 3.                  | «The Invitation»    | 2:56         |
| 4.                  | «Rage»              | 3:34         |
| 5.                  | «Lights Out»        | 3:12         |
| 6.                  | «Temper»            | 3:10         |
| 7.                  | «Girls Don't Lie»   | 2:51         |
| 8.                  | «Strikeout»         | 1:06         |
| 9.                  | «Cheyenne 420»      | 2:51         |
| 10.                 | «Jumanji»           | 3:59         |
| Общая длительность: | Общая длительность: | 26:55        |

## Участники записи
Attila
- Крис Фронзак – вокал
- Нэйт Саламе – гитара
- Крис Линк – гитара
- Пол Оллинджер – бас-гитара
- Шон Хинан – ударные